# Dasanapura, Kollegal
Dasanapura là một làng thuộc tehsil Kollegal, huyện Chamarajanagar, bang Karnataka, Ấn Độ.